# تملاحت
تملاحت (به عربی: تملاحت) یک شهرداری در الجزایر است که در استان تسمسیلت واقع شده‌است.